# Bleuenn
Bleuenn est un prénom féminin breton d'origine celte, qui signifie « fleur blanche ».

## Variantes

### Variantes bretonnes
- Bleuen
- Bleuzen
- Bleuñvenn
- Bleunwen
- Bleunien
- Bleunnig

### Variantes françaises
- Blancheflor
- Blanchefleur
- Blantzeflur

### Variantes linguistiques
- Blodwen ou Blodyngwyn, en Gallois
- Blanchefleur, en Anglais

## Étymologie
Bleuenn, comme toutes ses variantes, est constitué des termes signifiants "fleur" et "blanc". Fleur en breton peut être traduit par bleuñv, bleunienn ou bleuñvienn (pluriel bleunioù); blanc est traduit par gwenn (pluriel gwennoù).

## Culture

### Chanson
- Bleuenn, chanson de Gilles Servat dans l'album Je vous emporte dans mon cœur (35 ans - 35 titres) dédiée à sa fille, Bleuenn Servat.

### Danse
- Bleuenn Battistoni, danseuse étoile du Ballet de l'Opéra de Paris depuis le 26 mars 2024.

### Littérature
- La version Blanchefleur ou Blantzeflur est un personnage de la Légende Arthurienne, la mère de Tristan.
- Personnage fictif dans la plupart des livres de Marie-Claire Genillon [2] servant de repère autobiographique.

## Voir plus